# سیمون لبیب
سیمون لبیب (انگلیسی: Simone Lahbib؛ ‎/siːˈmoʊn ləˈbiːb/‎؛ زادهٔ ۶ فوریهٔ ۱۹۶۵) یک هنرپیشه اهل بریتانیا است. وی از سال ۱۹۸۵ میلادی تاکنون مشغول فعالیت بوده‌است.
از فیلم‌ها یا برنامه‌های تلویزیونی که وی در آن نقش داشته است می‌توان به دانتون ابی (۲۰۱۲) و فیلومنا (۲۰۱۳) اشاره کرد.